# Al centro del temporale
Al centro del temporale è l'album d'esordio del gruppo rock genovese de La Rosa Tatuata.

## Tracce
1. Storie di paese – 4:36
2. Briciole di pane – 3:14
3. Per chi aspetta – 3:46
4. Nessuno ti vuole – 3:26
5. Treno di mezzanotte – 3:06
6. Settembre – 4:03
7. Oltre le scogliere – 3:26
8. Ai bordi della strada – 4:23
9. Quello che tu vuoi – 2:45
10. Temporale – 3:51
11. Fiume in piena – 3:46
12. Ninna nanna per Sally – 2:47